# Plaza Nathan Phillips
La Nathan Phillips Square es la plaza central de Toronto, Ontario, Canadá, localizada en el cruce de la Bay Street con la Queen Street. Fue inaugurada en 1965, junto con el Toronto City Hall, en honor a Nathan Phillips, alcalde de la ciudad de 1955 a 1962.
La plaza es uno de los puntos turísticos más concurridos de Toronto. En invierno es muy frecuentada por los habitantes de la ciudad, cuando se instala una pista de patinaje al aire libre, y por los festejos de Año Nuevo. En verano, la explanada donde se instala la pista de patinaje pasa a ser ocupada por un pequeño lago con fuentes. La Nathan Phillips Square es escenario frecuente de conciertos, muestras de arte y manifestaciones.

El ayuntamiento de Toronto lanzó un concurso de diseños a comienzos de octubre de 2006, a fin de obtener propuestas para la revitalización de la plaza.

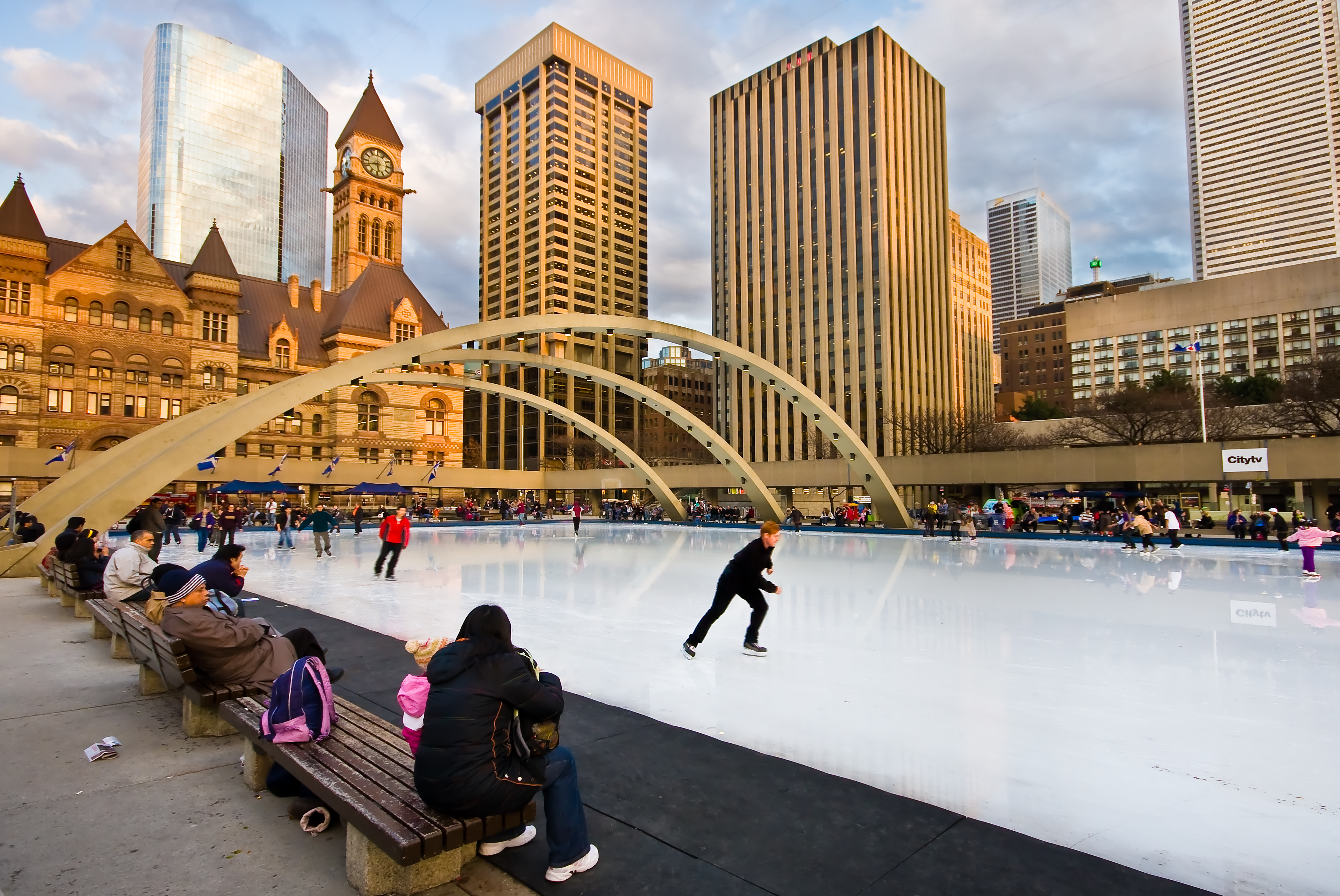
On the sidelines (3352999642)